# Priya Cooper
Priya Cooper (* 2. Oktober 1974 in South Perth, Western Australia) ist eine australische paralympische Schwimmerin, die insgesamt neun Goldmedaillen bei Paralympischen Spielen sowie mehrere Weltmeisterschaften und Weltrekorde erlangte. Cooper wurde mit einer Zerebralparese geboren.

## Erfolge bei den Paralympics
Priya Cooper nahm erstmals im Jahr 1992 an den Sommer-Paralympics in Barcelona teil, wo sie drei Gold und zwei Silbermedaillen gewann sowie zwei Weltrekorde und drei Paralympische Rekorde erlangte. Bei den Sommer-Paralympics 1996 in Atlanta konnte sie gleich fünf Goldmedaillen sowie jeweils eine Silber- und eine Bronze-Medaille gewinnen.
Ihre letzte Teilnahme fand bei den Sommer-Paralympics 2000 in Sydney statt. wo sie die Goldmedaille im 400-Meter-Freistil sowie drei Bronze-Medaillen im 100-Meter-Freistil, 4 × 100-Meter-Freistil und 4 × 100-Meter-Lagen.
1992 bekam Priya Cooper den Order of Australia verliehen, 2006 wurde sie in die Western Australian Hall of Champions aufgenommen.